# Zlata Holušová
Zlata Holušová (* 21. června 1958 Praha) je česká manažerka, moderátorka a pedagožka.

## Život
Ač se narodila v Praze, ještě ve svém dětství se přestěhovala do Ostravy. Na vysokoškolská studia se přestěhovala do Brna, kde na tamní Filozofické fakultě Masarykovy univerzity vystudovala učitelství českého jazyka a dějepisu. Po dokončení školy začala učit na gymnáziu v Bílovci. Působila rovněž v ostravské redakci Českého rozhlasu, kde uváděla pořad „Barvy hudby“, jehož moderování po ní posléze přejala její dcera.
Holušová dále působí v hudebním průmyslu. Spoluvlastnila hudební klub Boomerang, který se nacházel na ostravské Stodolní ulici, a organizovala také několik hudebních festivalů. První se měl konat roku 1985 a dostal název „Spirála“. Tehdy v Československu vládnoucí režim ale jeho pořádání dva dny před začátkem zakázal. Dále se podílela na organizaci festivalu „Folkový Kolotoč“ a počínaje rokem 2002 pravidelně připravuje „Colours of Ostrava“, v čele jehož organizačního výboru stojí. Připravovala jej i pro rok 2020, avšak kvůli pandemii covidu-19 musela festival zrušit a přesunout ho na následující rok (2021). Místo zrušeného ročníku nakonec zorganizovala „NeFestival“, který ale z rozhodnutí krajské hygienické stanice musel být v jeho průběhu ukončen, neboť hygienici s ohledem na průběh pandemie rozhodli, že se smí konat hromadné akce o nejvýše stu lidech. Při výběru jednotlivých vystupujících pro ostravský festival stráví každý rok v součtu asi čtyři měsíce při cestách v zahraničí, kde navazuje kontakty s jednotlivými umělci. Posledním ročníkem festivalu, který připravovala, se koná v roce 2025 a od následujícího roku bude projekt připravovat hudební dramaturg Filip Košťálek.
Vedle Colours of Ostrava pořádá Holušová se svým týmem spolupracovníků rovněž Festival v ulicích.

## Ocenění
K roku 2012 získala za organizaci festivalu „Colours of Ostrava“ dvě hudební ceny Anděl. Roku 2010 jí byla udělena mimořádná cena Trebbia, kdy hodnotící komise ocenila přínos Holušové k dialogu národních kultur. K roku 2012 patřila mezi členy Akademie populární hudby a současně mezi členy Evropského fóra světových festivalů.

## Rodina
Holušová je vdaná a do svazku se narodila jedna dcera, Tereza, která je autorkou publikace Jako pták ses narodila.